# Евакуация
Евакуация е организирано извеждане на хора и животни от застрашени райони и обекти и настаняването и осигуряването им на безопасно място.
Примери са евакуациите на сгради, намиращи се в пожар, градове по време на военно нападение или наводнение, земетресения и други.